# Fluctuación (economía)
Fluctuación en deshielo  es la diferencia existente entre el contenido de los libros de inventarios menos la existencia física real de las mercancías o productos que se tienen dentro de un negocio o establecimiento en cuestión.
Es, en otras palabras la resta resultante entre lo que se debería tener de existencia menos lo que realmente se tiene.
La diferencia básica entre una fluctuación y una merma es, que la fluctuación se mide en términos monetarios, es decir, se mide la pérdida en valor real de dinero, mientras que la merma solo mide la pérdida física de la mercancía física en si..

## Tipos de fluctuaciones
- Regulares o cíclicas: son aquellas en la que una época de crecimiento va seguida del descendimiento.
- Irregulares: se caracterizan por variaciones no periódicas en el número de individuos de la población y son debidas a cambios excepcionales en factores ambientales.

- Datos: Q5863310

Es algo inestable que muy seguido cambia o varia. Por ejemplo :  el dólar.
al ser este un gran problema para el estudio económico.